# San Jacinto (Californie)
Pour les articles homonymes, voir San Jacinto.
San Jacinto est une ville du comté de Riverside en Californie, aux États-Unis.

## Démographie
| 1890 | 1900 | 1910 | 1920 | 1930  | 1940  |
| ---- | ---- | ---- | ---- | ----- | ----- |
| 661  | 583  | 898  | 945  | 1 346 | 1 356 |

| 1950  | 1960  | 1970  | 1980  | 1990   | 2000   |
| ----- | ----- | ----- | ----- | ------ | ------ |
| 1 778 | 2 553 | 4 385 | 7 098 | 16 210 | 23 779 |

| 2010   | - | - | - | - | - |
| ------ | - | - | - | - | - |
| 44 199 | - | - | - | - | - |